# Четраро
Четра̀ро (на италиански: Cetraro, на местен диалект u Citràru, у Читрару) е пристанищен и морски курортен град и община в Южна Италия, провинция Козенца, регион Калабрия. Разположен е на брега на Тиренско море. Населението на общината е 10 076 души (към 2011 г.).